# Ruta Railaite-Butviliene
Ruta Railaite-Butviliene (Vilna, 14 de octubre de 1958) es una exbailarina, coreógrafa y maestra lituana, directora artística del Ballet de Lituania.

## Biografía
Inició sus estudios de danza en la Escuela de Ballet de Vilnius, cuando contaba 10 años, graduándose en 1976. Ese mismo año ingresó en la compañía Ballet de Lituania, donde se desempeñó como solista hasta 1993. En 1980 también formó parte de la compañía Ballet Neoclásico de Vilnius, como primera bailarina y maestra.
En 1993 viajó a Venezuela, residenciándose en ese país. En Venezuela trabajó como maestra de baile y repertorista de la Academia de Ballet Clásico Nina Novak desde 1994. En ese mismo año comenzó a dictar clases a la compañía Ballet Contemporáneo de Caracas, bajo la dirección artística de María Eugenia Barrios.
En 1995 fue contratada, como maestra de baile, en el Ballet Nacional de Caracas, actual Ballet Teresa Carreño, bajo la dirección artística de Vicente Nebrada y posteriormente bajo la dirección de Cristina Fungairiño.
Participó en el Laboratorio Coreográfico de Danza Contemporánea en los años 1995, 1996, 1997 y 1998, en Caracas. Con el Ballet Nacional de Caracas bailó los roles de Lady Capuleto, en la obra Romeo y Julieta; la Reina Madre en el Lago de los cisnes; y la madre de Vincent en la obra Van Gogh; todas con coreografía de Vicente Nebrada.
Fue profesora de Repertorio Clásico y Técnica y Metodología de Danza Clásica en el Instituto Universitario de Danza de Caracas.
Por su aporte a la danza en Venezuela se le otorgó en el año 2001 y en 2005, una mención honorífica del Premio Municipal de Danza. Fue subdirectora académica de la Escuela Nacional de Danza-Núcleo Caracas desde 2001 hasta 2004. En 2002 fue contratada por el Colegio Emil Friedman para ocupar el cargo de Asesora de la Cátedra de Ballet Clásico de dicho colegio.
En 2004 se graduó como Ballet Master Coach en el Instituto Universitario Slavónico de Kiev.
Es la directora artística del Ballet de Lituania.